# دشیمارو تایسن
دشیمارو تایسن (به ژاپنی: 弟子丸 泰仙, Deshimaru Taisen)؛ ۱۹۱۴ – ۳۰ آوریل ۱۹۸۲) بهکشو، و نویسنده اهل ژاپن بود.